# Écoulement (physique)
Pour les articles homonymes, voir Écoulement.
En mécanique des fluides, un écoulement est la modélisation du déplacement d’un fluide. On distingue généralement deux types d’écoulements : les écoulements laminaires et les écoulements turbulents.
Un écoulement est caractérisé par la donnée de ses champs vectoriels et scalaires, comme son champ de vitesses, son champ de pression, ou son champ de température.

Écoulement d'air autour d'une aile d'avion.

## Écoulements classiques
- L’écoulement de Poiseuille est un écoulement laminaire dans une conduite, causé par une différence de pression entre l'entrée et la sortie ;
- l'écoulement de Couette est un écoulement laminaire entre deux plaques, causé par le déplacement de l'une des deux plaques.